# FIANCHI
FIANCHI（フィアンキ）は、2006年に結成された日本のバンド。アレンジャー新川博を中心に経験豊かなミュージシャンとスタイリストによって構成される。コンセプトは『プロが作ったアマチュアバンド』。2006年3月にバンド名をタイトルにしたカバーアルバムを発表し、続けて目黒Blues Alley Japanで記念ライブも行った。その後も継続的に活動している。

## メンバー
新川博
キーボード担当。
市川祥治
ギター担当。
田中章弘
ベース担当。
濱田尚哉
ドラムス担当。
近藤昌
ボーカル、スタイリスト担当。
SHIME
ボーカル担当。2006年秋に加入。
今井マサキ
ボーカル担当。2007年春に加入。
玉木正昭
パーカッション担当。2007年春に加入。
石井一孝
ボーカル担当。非常勤メンバー。2007年春より参加。

### 元メンバー
河内淳一
ボーカル、ギター担当。2006年夏に脱退。

## 作品
- FIANCHI （2006年3月15日、MOER-3001）
  - カバーアルバム。全曲バンドによるアレンジ。

1. Georgy Porgy
  - 作詞・作曲：David Paich

TOTOのデビューアルバムに収録。
2. Jojo
  - 作詞・作曲：Boz Scaggs

原曲はボズ・スキャッグス。
3. Long Train Runin'
  - 作詞・作曲：Tom Johnston

1973年に発売されたドゥービー・ブラザーズのシングル曲。
4. Heart Of Mine
  - 作詞・作曲：Robert Caldwell・Dennis Matkosky・Jason Scheff

ボビー・コールドウェルの楽曲で、ボズ・スキャッグスにも提供された楽曲。
5. Antonio's Song
  - 作詞・作曲：Michael Franks

ボサノヴァの曲として日本でも知名度が高いマイケル・フランクスの代表曲。
6. Da Ya Think I'm Sexy?
  - 作詞・作曲：Rod Stewart・Duane Hitchings・Carmine Appice

1978年に発売されたロッド・スチュワートのアルバム「スーパースターはブロンドがお好き（原題：Blondes Have More Fun）」の収録曲。
7. Peg
  - 作詞・作曲：Donald Fagen・Walter Becker

1977年発売のスティーリー・ダンのシングル曲。
8. Honesty
  - 作詞・作曲：Billy Joel

ビリー・ジョエルが1978年発売のアルバム『ニューヨーク52番街』で発表した楽曲。翌年、同アルバムから第3弾シングルとしてリリースされた。
9. After The Love Is Gone
  - 作詞・作曲：Jay Graydon・David Foster・Bill Champlin

元々は「After The Love Has Gone」のタイトルでアース・ウィンド・アンド・ファイアーに提供した共作曲だった。後に期間限定で結成されたエアプレイでもカバーしたがタイトルは「After The Love Is Gone」と変わっており、併せて歌詞も少し変更している。
10. What A Fool Believes
  - 作詞・作曲：Michael McDonald・Kenny Loggins

ドゥービー・ブラザーズ最大のヒット曲。邦題は「ある愚か者の場合」。
11. We're All Alone
  - 作詞・作曲：Boz Scaggs

1976年にボズ・スキャッグスが発表したアルバム『シルク・ディグリーズ』の最終トラック。彼の代表作として知れ渡っている。
12. Breakdown Dead Ahead
  - 作詞・作曲：Boz Scaggs・David Foster

本作ではハード・ロック調にアレンジされている。